# Christina Crawford
Christina Crawford (* 11. Juni 1939 in Los Angeles, Kalifornien) ist eine US-amerikanische Schauspielerin und Autorin. Bekannt wurde sie vor allem durch ihren 1978 erschienenen Bestseller Meine liebe Rabenmutter, in dem sie ihrer Adoptivmutter – dem Hollywood-Star Joan Crawford – Kindesmisshandlung vorwarf.

## Leben
Christina Crawford wurde 1939 als Tochter nicht miteinander verheirateter Eltern geboren. Ihr Vater, ein Navy-Soldat, war mit einer anderen Frau verheiratet. Die Mutter war ledig. 1940 wurde sie von der Schauspielerin Joan Crawford adoptiert. Nach Aussagen Crawfords verbrachte sie ihre Kindheit im Schatten ihrer Mutter. Diese habe sie sowohl emotional als auch körperlich misshandelt.
Crawford war dreimal verheiratet. Inzwischen ist sie wieder geschieden.

## Karriere als Schauspielerin
Crawford wirkte bei einer Reihe von Theaterstücken mit, darunter Splendor in the Grass des Summer stock theatre, The Complaisant Lover, Neil Simons Barefoot in the Park.
1961 hatte sie eine Nebenrolle im Film Wild in the Country. 1968 hatte sie eine kleine Rolle im Film Gesichter von John Cassavetes.
Sie wirkte zudem als Schauspielerin bei den Fernsehserien The Secret Storm, Medical Center, Dr. med. Marcus Welby, Matt Lincoln, Ironside und The Sixth Sense mit.

## Karriere nach dem Tod der Mutter
Nach dem Tod von Joan Crawford mussten Christina Crawford und ihr ebenfalls adoptierter Bruder Christopher Crawford erfahren, dass diese sie „aus ihnen wohlbekannten Gründen“ enterbt hatte.
1978 schrieb Crawford ihr autobiografisches Buch Mommie Dearest. In diesem beschreibt sie ihre Mutter als eine grausame Alkoholikerin und als einen Kontrollfreak. Sie sei mehr an ihrer Karriere als an ihren Kindern interessiert gewesen. Kindesmisshandlung war zuvor in den USA selten diskutiert worden, wurde jedoch durch das Buch in das öffentliche Bewusstsein gerückt. Die Behauptungen von Crawford im Buch waren umstritten und wurden von Zeitzeugen sowohl bekräftigt als auch abgelehnt.
1981 wurde das Buch mit Faye Dunaway und Diana Scarwid in den Hauptrollen verfilmt. Crawford veröffentlichte noch weitere Bücher zum Thema „Gewalt gegen Kinder“ und war sieben Jahre lang Vorsitzende des Los Angeles' Inter-Agency Council on Abuse and Neglect Associates.

## Bücher
- Mommie Dearest (1978) ISBN 0-9663369-0-9.
- Black Widow: A Novel (1981) ISBN 0-425-05625-2.
- Survivor (1988) ISBN 0-515-10299-7.
- No Safe Place: The Legacy of Family Violence (1994) ISBN 0-88268-184-2.
- Daughters Of The Inquisition: Medieval Madness: Origin and Aftermath (2003) ISBN 0-9663369-1-7.